# Mars Helicopter Ingenuity
O Ingenuity (em português: Engenho ou Criatividade) foi um helicóptero robótico. Consistiu no primeiro equipamento deste tipo a voar fora da Terra. Foi utilizado para testar a tecnologia e para explorar alvos de interesse em Marte, além de ajudar a planejar a melhor rota de direção para os futuros rovers de Marte.
Ele foi projetado para fazer o primeiro voo motorizado em qualquer planeta além da Terra. A ideia inicial era de que a aeronave deveria voar até cinco vezes durante uma campanha de testes com duração de 30 dias, no começo da missão do rover, uma vez que se tratava prioritariamente de uma demonstração de tecnologia.
MiMi Aung foi a líder do projeto Outros contribuintes incluem AeroVironment Inc., NASA Ames Research Center e NASA Langley Research Center.

## Concepção

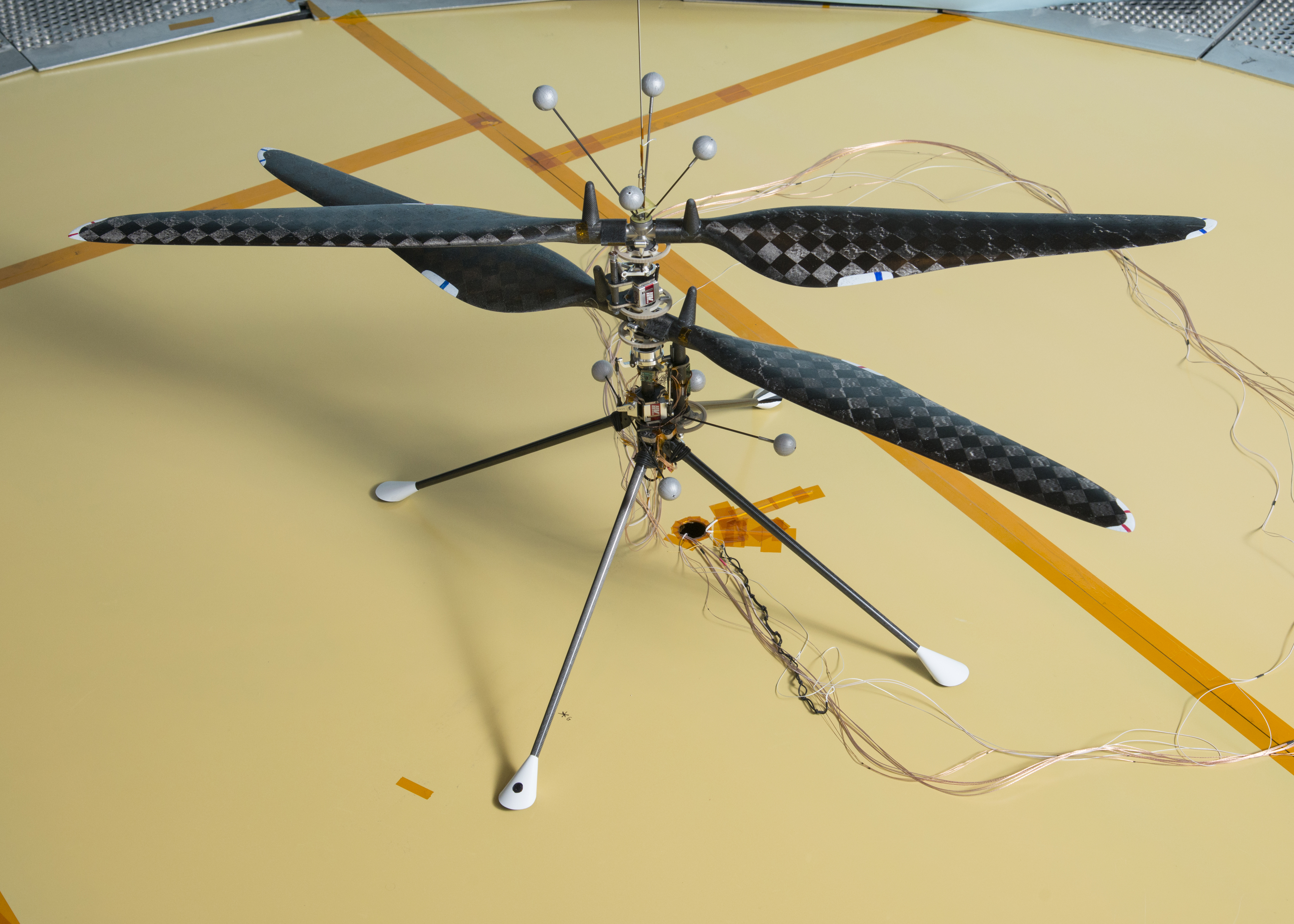
Prototype Mars helicopter, which first flew in a pressure chamber simulating the Martian atmosphere on 31 May 2016

O desenvolvimento do projeto que acabaria se tornando o Ingenuity começou em 2012, quando o diretor do JPL, Charles Elachi, visitou a Divisão de Sistemas Autônomos do laboratório, que havia feito um trabalho conceitual relevante. Em janeiro de 2015, a NASA concordou em financiar o desenvolvimento de um modelo em tamanho real, que veio a ser conhecido como veículo de "redução de risco".  O JPL da NASA e a AeroVironment publicaram o projeto conceitual em 2014 para um helicóptero de reconhecimento para acompanhar um rover. Em meados de 2016, US$ 15 milhões estavam sendo solicitados para continuar o desenvolvimento do helicóptero.

## Histórico operacional
Em 19 de abril de 2021, o Ingenuity fez o seu primeiro voo, o qual foi considerado bem-sucedido e possibilitou a constatação de que os drones são uma tecnologia viável na exploração espacial, mesmo em uma atmosfera tão rarefeita como a de Marte.

Ingenuity realizando teste de seus rotores em solo marciano.

Até 31 de outubro de 2023, o Ingenuity havia completado 64º voos, superando em muito a sua missão original de demonstração de tecnologia, que previa até cinco voos, no máximo. Acumulou um total de 117,6 minutos de voo, cobrindo uma distância de 14,9 quilómetros e atingindo altitudes de até 24 metros.
Em 18 de janeiro de 2024, a NASA perdeu contacto com o helicóptero na parte final do seu 72º voo e depois de ter atingido a altitude planeada de 12 metros. O Ingenuity está fora do campo de visão do Perseverance, deixando a NASA completamente de "olhos tapados" quando ao que terá acontecido, mas uma das possibilidades é aproximar o Perseverance até um local onde possa ver o que se passou. 
No dia 25 de janeiro de 2024 a NASA anunciou que ao retomar o contato com o Ingenuity, foi constatado que uma das pás de seus rotores se quebrou no pouso, eliminando sua capacidade de voar. Os dados coletados mostraram que o voo anterior do helicóptero havia atingido a altitude máxima de 12 metros, na qual ele permaneceu por 4,5 segundos e começou a descer a 1 m/s. Contudo, o helicóptero perdeu o contato com o rover Perseverance quando faltava apenas um metro para tocar a superfície de Marte. Como a proporção dos danos causados às hélices inviabiliza a realização de novos voos, a NASA anunciou então o fim da missão, embora o equipamento ainda tenha permanecido totalmente funcional em relação aos seus instrumentos e capacidade de comunicação com a Terra.
No total o Ingenuity voou durante mais de 128 minutos e percorreu 17,7 km ao longo dos seus 72 voos em Marte.

## Nome
O veículo foi batizado de Ingenuity por Vaneeza Ruppani, uma menina da 11ª série na Tuscaloosa County High School em Northport, Alabama, que enviou um ensaio para o concurso "Name the Rover" da NASA. Conhecido nos estágios de planejamento como Mars Helicopter Scout, ou simplesmente Mars Helicopter, o apelido Ginny mais tarde foi usado em paralelo ao rover pai, Perseverance, sendo carinhosamente referido como Percy.